# ФК БАТЭ в сезоне 2001

Сезон 2001 года — 6-й в истории ФК БАТЭ и 4-й сезон в Высшей лиге чемпионата Белоруссии по футболу. Клуб впервые в своей истории завоевал бронзовые медали.
В розыгрыше Кубка Белоруссии 2000—2001 команда дошла до 1/4 финала, где уступила мозырской «Славии» за счёт меньшего количества выездных голов.
В сезоне 2001 года БАТЭ в 3-й раз в истории принял старт в еврокубковом турнире. Одолев в предварительном раунде Кубка УЕФА грузинский клуб «Динамо» Тбилиси, команда не имела шансов против итальянского «Милана».
Предсезонный сбор начался 10 января в Дудинке. Затем в Турции были сыграны матчи с клубом "Шанлы-Урфа" (2:2), 31 января - с ФК "Металлург" Мариуполь (2:0 в пользу БАТЭ), 2 февраля с ФК "Балтика" Калининград (3:2 в пользу БАТЭ), 4 февраля с ФК "Слога-Югомагнат", 5 февраля с ФК "Ворскла" Полтава (2:1 в пользу БАТЭ), "Уралан" (1:4), "Силекс" Кратово (2:1). Был запланирован матч с ФК "Спартак" Москва, но он не состоялся.

## Высшая лига (Д1)
См. также: Чемпионат Белоруссии по футболу 2001

### Первый круг
| Тур | Матч                             | Счёт  |
| --- | -------------------------------- | ----- |
| 1   | Гомель — БАТЭ                    | 0 : 1 |
| 2   | БАТЭ — Динамо (Брест)            | 2 : 1 |
| 3   | Нафтан-Девон (Новополоцк) — БАТЭ | 1 : 1 |
| 4   | БАТЭ — Ведрич-97 (Речица)        | 3 : 0 |
| 5   | Локомотив-96 (Витебск) — БАТЭ    | 0 : 3 |
| 6   | БАТЭ — Торпедо-МАЗ (Минск)       | 5 : 2 |
| 7   | Белшина (Бобруйск) — БАТЭ        | 2 : 3 |
| 8   | Славия (Мозырь) — БАТЭ           | 1 : 3 |
| 9   | БАТЭ — Неман-Белкард (Гродно)    | 1 : 1 |
| 10  | Днепр-Трансмаш (Могилев) — БАТЭ  | 2 : 3 |
| 11  | БАТЭ — Молодечно-2000            | 6 : 3 |
| 12  | Шахтер (Солигорск) — БАТЭ        | 1 : 0 |
| 13  | БАТЭ — Динамо (Минск)            | 1 : 3 |

### Второй круг
| Тур | Матч                                | Счёт  |
| --- | ----------------------------------- | ----- |
| 14  | БАТЭ — Гомель                       | 1 : 0 |
| 15  | Динамо (Брест) — БАТЭ               | 1 : 0 |
| 16  | БАТЭ — Нафтан (Новополоцк)          | 4 : 1 |
| 17  | Ведрич-97 (Речица) — БАТЭ           | 0 : 3 |
| 18  | БАТЭ — Локомотив-96 (Витебск)       | 2 : 0 |
| 19  | Торпедо-МАЗ (Минск) — БАТЭ          | 1 : 4 |
| 20  | БАТЭ (Борисов) — Белшина (Бобруйск) | 0 : 1 |
| 21  | БАТЭ — Славия (Мозырь)              | 3 : 2 |
| 22  | Неман-Белкард (Гродно) — БАТЭ       | 4 : 2 |
| 23  | БАТЭ — Днепр-Трансмаш (Могилев)     | 2 : 0 |
| 24  | Молодечно-2000 — БАТЭ               | 2 : 1 |
| 25  | БАТЭ — Шахтер (Солигорск)           | 0 : 0 |
| 26  | Динамо (Минск) — БАТЭ               | 2 : 1 |

### Турнирная таблица
Положение по итогам 11-го чемпионата Белоруссии.

## Кубок Белоруссии

### Кубок Белоруссии по футболу 2000—2001
| Стадия     | Соперник        | Стадион | Стадион            | Счёт | Авторы голов             | Зрители |
| ---------- | --------------- | ------- | ------------------ | ---- | ------------------------ | ------- |
| 1/4 1 матч | Славия (Мозырь) | Г       | «Юность», Мозырь   | 2:0  | Лагун 41′ · Григоров 80′ | 5.500   |
| 1/4 2 матч | Славия (Мозырь) | Д       | Городской, Борисов | 1:3  | Кутузов 4′               | 5.500   |

### Кубок Белоруссии по футболу 2001—2002
| Стадия | Соперник            | Стадион | Стадион          | Счёт | Авторы голов                 | Зрители |
| ------ | ------------------- | ------- | ---------------- | ---- | ---------------------------- | ------- |
| 1/16   | СКАФ (Минск)        | Г       | Минск            | 6:0  | Лагун 41′ · Григоров 80′     | 1.500   |
| 1/8    | Торпедо-МАЗ (Минск) | Г       | «Торпедо», Минск | 2:1  | Лисовский 64′ · Концевой 86′ | 2.500   |

## Кубок УЕФА 2001—2002

### Предварительный раунд
| Стадия | Соперник         | Стадион | Стадион                      | Счёт | Авторы голов                                                     | Зрители |
| ------ | ---------------- | ------- | ---------------------------- | ---- | ---------------------------------------------------------------- | ------- |
| 1 матч | Динамо (Тбилиси) | Г       | им. Бориса Пайчадзе, Тбилиси | 1:2  | Гончарик 88′                                                     | 8 000   |
| 2 матч | Динамо (Тбилиси) | Д       | Городской, Борисов           | 4:0  | Лисовский 22′ · Кутузов 44′ (пен.) · Лошанков 49′ · Григоров 90′ | 5 000   |

### Первый раунд
| Стадия | Соперник | Стадион | Стадион                  | Счёт | Авторы голов | Зрители |
| ------ | -------- | ------- | ------------------------ | ---- | ------------ | ------- |
| 1 матч | Милан    | Д       | «Динамо», Минск          | 0:2  |              | 14 750  |
| 2 матч | Милан    | Г       | «Джузеппе Меацца», Милан | 0:4  |              | 8 000   |